# Prejanopterus
Prejanopterus curvirostris
Genre
Espèce
Prejanopterus est un genre de ptérosaures, de la famille des Pterodactylidae (sous-ordre des Pterodactyloidea). Selon Paleobiology Database en 2025, ce genre fossile est monotypique, sa seule espèce référencée étant Prejanopterus curvirostris.

## Fossiles
Selon Paleobiology Database en 2025, ce genre Wenupteryx a une seule collection référencée de fossiles,. Cette seule collection de fossiles est de l'Aptien inférieur du Crétacé inférieur, c'est-à-dire date de 121,4-119,57 Ma avant notre ère .

## Historique
Le genre Prejanopterus et l'espèce Prejanopterus curvirostris sont décrits en 2013 par les paléontologues Carolina Fuentes Vidarte et Manuel Meijide Calvo,,. 
Prejanopterus est un genre fossile de ptérosaure ptérodactyloïde des couches du Crétacé inférieur (âge Aptien inférieur) de la formation de Leza de La Rioja, en Espagne.

## Étymologie
Le nom générique est dérivé du village de Préjano et du grec latinisé pteron, « aile ». Le nom spécifique est dérivé du latin curvus, « courbé », et rostrum, « museau », en référence à la courbure distinctive vers la gauche, que l'on prétendait présente sur tous les fossiles du museau. Une étude ultérieure indique qu'il n'y a pas de véritable courbure latérale du museau, mais une légère courbure dorsale. La même étude a corrigé le nom spécifique en curvirostris, le féminin curvirostra étant incorrect.

## Découvertes
En 1980, un site fossilifère a été découvert près de Yacimiento de Fuente Amarga, sur le versant occidental de la Peña Isasa. En 1993 et 1994, dix blocs fossilifères ont été récupérés, contenant de nombreux os fossiles désarticulés et fragments osseux, dont ceux d'un ptérosaure.
L'holotype, F. A. 112 de l'espèce Prejanopterus curvirostris, présente un museau fragmenté. Un autre museau, le spécimen F. A. 185, est le paratype. De nombreux autres éléments du crâne et du postcrânien ont été attribués à l'espèce, principalement ceux de l'aile, du bassin et des membres postérieurs. Un humérus ou des vertèbres manquent encore. L'espèce représente le ptérosaure le mieux préservé connu d'Espagne et le premier nommé du Crétacé inférieur de ce pays.
Le museau courbé présente vingt paires de petites dents de section ovale. Le fait que les deux museaux connus la présentent indique que cette courbure n'est pas due à un artefact de conservation, mais à une déformation post mortem. Fait remarquable, toutes les mâchoires inférieures trouvées sont droites. L'envergure des ailes a été initialement estimée à 4,26 mètres ; cependant, des études ultérieures indiquent que l'envergure des ailes de Prejanopterus n'était probablement pas beaucoup (voire jamais) supérieure à 2 mètres.

## Description
La nature fragmentaire des découvertes rend difficile l'obtention d'une image précise de l'animal. Les auteurs de la description ont identifié certaines caractéristiques distinctives du crâne. Le museau est allongé, long de treize centimètres, et très pointu, avec une rainure distincte d'un millimètre et demi de profondeur sur la ligne médiane du palais. Dans les mâchoires supérieures, les cinq premières paires de dents et les paires neuf et dix sont significativement plus petites que les paires six à neuf et douze à vingt. Les dents du maxillaire sont courtes et plates. Les mâchoires inférieures sont longues et plates. Leur fusion antérieure représente 35 % de la longueur totale de la mandibule. Ni le museau ni les mâchoires inférieures ne portent de crête. La caractéristique la plus remarquable est que le museau de l'holotype est courbé vers la gauche, tandis que les mâchoires inférieures des autres spécimens sont parfaitement droites. Selon les auteurs de la description, il ne s'agit pas d'une déformation post-mortem du fossile, car F. A. 185 présente la même courbure. Une étude complémentaire de 2012 a toutefois conclu que, dans les deux cas, une compression lors de la fossilisation était en cause. La mâchoire supérieure est essentiellement droite dans le sens de la longueur, mais présente une légère courbure vers le haut.
Le museau présente une section triangulaire. Les mâchoires inférieures donnent une indication de la longueur du crâne : la mandibule la plus longue mesure 148 mm. Les quarante dents elles-mêmes n’ont pas été conservées ; seules les alvéoles ovales révèlent leur taille. Les plus grandes mesurent 2,9 mm de long et 1,8 mm de large.
Le plus grand fémur mesure douze cm. L’absence d’humérus sur les restes rend difficile la mesure directe de l’envergure. Les auteurs ont donc extrapolé le temps de vol à partir du fémur à 4,26 mètres. Cette méthode est toutefois peu fiable, notamment parce que Prejanopterus semble avoir possédé des pattes postérieures assez robustes. Le tibia le plus long mesure 146 mm de long. Les plus grandes dimensions connues des différents segments alaires sont de quinze centimètres pour le cubitus, 86 millimètres pour le quatrième métacarpien et 245 millimètres pour la première phalange du doigt alaire. Ces dimensions suggèrent une envergure maximale de trois mètres. En 2012, une envergure d'environ deux mètres a été estimée comme la plus probable.

## Classification
Vidarte et Calvo (2010) ont classé Prejanopterus parmi les Pterodactyloidea. Grâce à la méthode comparative, ils ont établi qu'aucun groupe de ptérodactyloïdes ne présente d'affinités fortes évidentes avec l'espèce. Dans une étude phylogénétique ultérieure, Pereda-Suberbiola et al. (2012) ont identifié Prejanopterus comme un ptérodactyle, se situant plus précisément entre le genre Pterodactylus et le groupe Ctenochasmatoidea. Witton (2013) a envisagé le genre comme un possible lonchodectidé en raison de la morphologie inhabituelle de son alvéole dentaire et de la forme longue et basse de sa mâchoire.
Cladogramme de Pterodactylidae d'après Pereda-Suberbiola et al. (2012) :
|  | Cearadactylus               |
|  |                             |
|  | Gnathosaurus                |
|  |                             |
|  | "Pterodactylus" longicollum |
|  |                             |

|  | Pterodaustro |
|  |              |
|  | Ctenochasma  |
|  |              |
|  | Gegepterus   |
|  |              |
|  | Eosipterus   |
|  |              |

|  | Cearadactylus               |
|  |                             |
|  | Gnathosaurus                |
|  |                             |
|  | "Pterodactylus" longicollum |
|  |                             |

|  | Pterodaustro |
|  |              |
|  | Ctenochasma  |
|  |              |
|  | Gegepterus   |
|  |              |
|  | Eosipterus   |
|  |              |

|  | Cearadactylus               |
|  |                             |
|  | Gnathosaurus                |
|  |                             |
|  | "Pterodactylus" longicollum |
|  |                             |

|  | Pterodaustro |
|  |              |
|  | Ctenochasma  |
|  |              |
|  | Gegepterus   |
|  |              |
|  | Eosipterus   |
|  |              |

|  | Cearadactylus               |
|  |                             |
|  | Gnathosaurus                |
|  |                             |
|  | "Pterodactylus" longicollum |
|  |                             |

|  | Pterodaustro |
|  |              |
|  | Ctenochasma  |
|  |              |
|  | Gegepterus   |
|  |              |
|  | Eosipterus   |
|  |              |

|  | Cearadactylus               |
|  |                             |
|  | Gnathosaurus                |
|  |                             |
|  | "Pterodactylus" longicollum |
|  |                             |

|  | Pterodaustro |
|  |              |
|  | Ctenochasma  |
|  |              |
|  | Gegepterus   |
|  |              |
|  | Eosipterus   |
|  |              |

|  | Cearadactylus               |
|  |                             |
|  | Gnathosaurus                |
|  |                             |
|  | "Pterodactylus" longicollum |
|  |                             |

|  | Pterodaustro |
|  |              |
|  | Ctenochasma  |
|  |              |
|  | Gegepterus   |
|  |              |
|  | Eosipterus   |
|  |              |

|  | Cearadactylus               |
|  |                             |
|  | Gnathosaurus                |
|  |                             |
|  | "Pterodactylus" longicollum |
|  |                             |

|  | Pterodaustro |
|  |              |
|  | Ctenochasma  |
|  |              |
|  | Gegepterus   |
|  |              |
|  | Eosipterus   |
|  |              |

|  | Cearadactylus               |
|  |                             |
|  | Gnathosaurus                |
|  |                             |
|  | "Pterodactylus" longicollum |
|  |                             |

|  | Pterodaustro |
|  |              |
|  | Ctenochasma  |
|  |              |
|  | Gegepterus   |
|  |              |
|  | Eosipterus   |
|  |              |

|  | Cearadactylus               |
|  |                             |
|  | Gnathosaurus                |
|  |                             |
|  | "Pterodactylus" longicollum |
|  |                             |

|  | Pterodaustro |
|  |              |
|  | Ctenochasma  |
|  |              |
|  | Gegepterus   |
|  |              |
|  | Eosipterus   |
|  |              |

|  | Cearadactylus               |
|  |                             |
|  | Gnathosaurus                |
|  |                             |
|  | "Pterodactylus" longicollum |
|  |                             |

|  | Pterodaustro |
|  |              |
|  | Ctenochasma  |
|  |              |
|  | Gegepterus   |
|  |              |
|  | Eosipterus   |
|  |              |

|  | Cearadactylus               |
|  |                             |
|  | Gnathosaurus                |
|  |                             |
|  | "Pterodactylus" longicollum |
|  |                             |

|  | Pterodaustro |
|  |              |
|  | Ctenochasma  |
|  |              |
|  | Gegepterus   |
|  |              |
|  | Eosipterus   |
|  |              |

|  | Cearadactylus               |
|  |                             |
|  | Gnathosaurus                |
|  |                             |
|  | "Pterodactylus" longicollum |
|  |                             |

|  | Pterodaustro |
|  |              |
|  | Ctenochasma  |
|  |              |
|  | Gegepterus   |
|  |              |
|  | Eosipterus   |
|  |              |

|  | Cearadactylus               |
|  |                             |
|  | Gnathosaurus                |
|  |                             |
|  | "Pterodactylus" longicollum |
|  |                             |

|  | Pterodaustro |
|  |              |
|  | Ctenochasma  |
|  |              |
|  | Gegepterus   |
|  |              |
|  | Eosipterus   |
|  |              |

|  | Cearadactylus               |
|  |                             |
|  | Gnathosaurus                |
|  |                             |
|  | "Pterodactylus" longicollum |
|  |                             |

|  | Pterodaustro |
|  |              |
|  | Ctenochasma  |
|  |              |
|  | Gegepterus   |
|  |              |
|  | Eosipterus   |
|  |              |

|  | Cearadactylus               |
|  |                             |
|  | Gnathosaurus                |
|  |                             |
|  | "Pterodactylus" longicollum |
|  |                             |

|  | Pterodaustro |
|  |              |
|  | Ctenochasma  |
|  |              |
|  | Gegepterus   |
|  |              |
|  | Eosipterus   |
|  |              |

|  | Cearadactylus               |
|  |                             |
|  | Gnathosaurus                |
|  |                             |
|  | "Pterodactylus" longicollum |
|  |                             |

|  | Pterodaustro |
|  |              |
|  | Ctenochasma  |
|  |              |
|  | Gegepterus   |
|  |              |
|  | Eosipterus   |
|  |              |

### Publication originale
- [2010] (es) C. F. Vidarte et M. M. Calvo, « Un nuevo pterosaurio (Pterodactyloidea) en el Cretácico Inferior de La Rioja (España) » [« (A new pterosaur (Pterodactyloidea) from the Lower Cretaceous of La Rioja (Spain)) »], Boletín Geológico y Minero, vol. 121, no 3,‎ 2010, p. 311-328 (ISSN 0366-0176, lire en ligne).